# Olympische Winterspiele 2018/Teilnehmer (Schweiz)
| Gelbes Symbol für Goldmedaillen mit stilisierten Olympischen Ringen | Graues Symbol für Silbermedaillen mit stilisierten Olympischen Ringen | Braundes Symbol für Bronzemedaillen mit stilisierten Olympischen Ringen |
| ------------------------------------------------------------------- | --------------------------------------------------------------------- | ----------------------------------------------------------------------- |
| 5                                                                   | 6                                                                     | 4                                                                       |

Die Schweiz nahm an den Olympischen Winterspielen 2018 mit 167 Sportlern in 14 Sportarten teil. Der Rekordwert wurde mit 70 Frauen und 97 Männern erneut getoppt. Als Chef de Mission von Swiss Olympic amtete Ralph Stöckli. Fahnenträger bei der Eröffnungsfeier war Dario Cologna, bei der Schlussfeier war es Ramon Zenhäusern.
Mit fünf Gold-, sechs Silber- und vier Bronzemedaillen war die Schweiz die siebterfolgreichste Nation bei den Spielen. Sieben der insgesamt 15 Medaillen gewannen die Schweizer Athleten im Ski Alpin.

## Medaillen

### Medaillenspiegel
| Rang   | Sportart         | G | S | B | Gesamt |
| ------ | ---------------- | - | - | - | ------ |
| 1      | Ski Alpin        | 2 | 3 | 2 | 7      |
| 2      | Freestyle-Skiing | 1 | 2 | 1 | 4      |
| 3      | Skilanglauf      | 1 | — | — | 1      |
| 3      | Snowboard        | 1 | — | — | 1      |
| 5      | Curling          | — | 1 | 1 | 2      |
| Gesamt | Gesamt           | 5 | 6 | 4 | 15     |

### Medaillengewinner
| Name/n                                                                   | Sportart         | Wettkampf             |
| ------------------------------------------------------------------------ | ---------------- | --------------------- |
| Gold                                                                     |                  |                       |
| Dario Cologna                                                            | Skilanglauf      | 15 km Freistil        |
| Sarah Höfflin                                                            | Freestyle-Skiing | Slopestyle            |
| Michelle Gisin                                                           | Ski Alpin        | Alpine Kombination    |
| Denise Feierabend Wendy Holdener Luca Aerni Daniel Yule Ramon Zenhäusern | Ski Alpin        | Mannschaftswettbewerb |
| Nevin Galmarini                                                          | Snowboard        | Parallel-Riesenslalom |
| Silber                                                                   |                  |                       |
| Jenny Perret & Martin Rios                                               | Curling          | Mixed-Doubles         |
| Beat Feuz                                                                | Ski Alpin        | Super-G               |
| Wendy Holdener                                                           | Ski Alpin        | Slalom                |
| Mathilde Gremaud                                                         | Freestyle-Skiing | Slopestyle            |
| Marc Bischofberger                                                       | Freestyle-Skiing | Skicross              |
| Ramon Zenhäusern                                                         | Ski Alpin        | Slalom                |
| Bronze                                                                   |                  |                       |
| Beat Feuz                                                                | Ski Alpin        | Abfahrt               |
| Wendy Holdener                                                           | Ski Alpin        | Alpine Kombination    |
| Fanny Smith                                                              | Freestyle-Skiing | Skicross              |
| Peter de Cruz Benoît Schwarz Claudio Pätz Valentin Tanner Dominik Märki  | Curling          | Männer                |

## Teilnehmer nach Sportarten

### Biathlon
| Athleten                                                    | Wettbewerbe                   | Zeit        | Fehler          | Rang |
| ----------------------------------------------------------- | ----------------------------- | ----------- | --------------- | ---- |
| Frauen                                                      |                               |             |                 |      |
| Irene Cadurisch                                             | 7,5 km Sprint                 | 21:51,7 min | 1 (1+0)         | 8    |
| Irene Cadurisch                                             | 10 km Verfolgung              | 32:52,8 min | 4 (0+0+3+1)     | 16   |
| Irene Cadurisch                                             | 12,5 km Massenstart           | 39:44,7 min | 4 (2+1+1+0)     | 28   |
| Lena Häcki                                                  | 7,5 km Sprint                 | 22:39,7 min | 3 (1+2)         | 26   |
| Lena Häcki                                                  | 10 km Verfolgung              | 32:16,8 min | 3 (1+1+1+0)     | 8    |
| Lena Häcki                                                  | 15 km Einzel                  | 45:22,5 min | 4 (1+2+1+0)     | 34   |
| Lena Häcki                                                  | 12,5 km Massenstart           | 38:22,3 min | 4 (1+2+0+1)     | 23   |
| Elisa Gasparin                                              | 7,5 km Sprint                 | 22:52,4 min | 2 (0+2)         | 31   |
| Elisa Gasparin                                              | 10 km Verfolgung              | 34:11,2 min | 5 (2+2+1+0)     | 35   |
| Elisa Gasparin                                              | 15 km Einzel                  | 43:22,4 min | 1 (1+0+0+0)     | 8    |
| Elisa Gasparin                                              | 12,5 km Massenstart           | 39:21,0 min | 5 (0+2+1+2)     | 27   |
| Selina Gasparin                                             | 7,5 km Sprint                 | 23:18,4 min | 4 (3+1)         | 41   |
| Selina Gasparin                                             | 10 km Verfolgung              | 34:40,2 min | 5 (2+2+1+0)     | 39   |
| Selina Gasparin                                             | 15 km Einzel                  | 48:07,4 min | 5 (1+0+2+2)     | 65   |
| Aita Gasparin                                               | 15 km Einzel                  | 48:26,2 min | 5 (1+2+1+1)     | 68   |
| Irene Cadurisch Elisa Gasparin Selina Gasparin Lena Häcki   | 4 × 6 km Staffel              | 1:12:46,9 h | 0+16 (0+8 0+8)  | 6    |
| Männer                                                      |                               |             |                 |      |
| Mario Dolder                                                | 10 km Sprint                  | 25:54,8 min | 5 (3+2)         | 64   |
| Mario Dolder                                                | 20 km Einzel                  | 52:46,5 min | 3 (0+1+0+2)     | 49   |
| Jeremy Finello                                              | 10 km Sprint                  | 25:54,7 min | 3 (2+1)         | 63   |
| Jeremy Finello                                              | 20 km Einzel                  | 52:37,5 min | 3 (0+1+0+2)     | 47   |
| Benjamin Weger                                              | 10 km Sprint                  | 24:15,5 min | 1 (0+1)         | 15   |
| Benjamin Weger                                              | 12,5 km Verfolgung            | 33:54,8 min | 2 (1+0+0+1)     | 6    |
| Benjamin Weger                                              | 20 km Einzel                  | 48:52,4 min | 1 (1+0+0+0)     | 6    |
| Benjamin Weger                                              | 15 km Massenstart             | 38:10,5 min | 5 (2+2+1+0)     | 27   |
| Serafin Wiestner                                            | 10 km Sprint                  | 24:02,3 min | 1 (0+1)         | 9    |
| Serafin Wiestner                                            | 12,5 km Verfolgung            | 36:37,0 min | 6 (0+1+3+2)     | 28   |
| Serafin Wiestner                                            | 15 km Massenstart             | 38:00,9 min | 3 (2+1+0+0)     | 24   |
| Benjamin Weger Mario Dolder Jeremy Finello Serafin Wiestner | 4 × 7,5 km Staffel            | 1:23:06,1 h | 5+19 (2+8 3+11) | 15   |
| Mixed                                                       |                               |             |                 |      |
| Elisa Gasparin Lena Häcki Benjamin Weger Serafin Wiestner   | 2 × 6 km + 2 × 7,5 km Staffel | 1:11:31,4 h | 1+13 (1+6 0+7)  | 13   |

Martin Jäger gehörte zum Aufgebot, blieb aber ohne Einsatz.

### Bob
| Athleten                                                | Wettbewerb | Lauf 1  | Lauf 1 | Lauf 2  | Lauf 2 | Lauf 3  | Lauf 3 | Lauf 4  | Lauf 4 | Gesamt      | Gesamt |
| Athleten                                                | Wettbewerb | Zeit    | Rang   | Zeit    | Rang   | Zeit    | Rang   | Zeit    | Rang   | Zeit        | Rang   |
| ------------------------------------------------------- | ---------- | ------- | ------ | ------- | ------ | ------- | ------ | ------- | ------ | ----------- | ------ |
| Frauen                                                  |            |         |        |         |        |         |        |         |        |             |        |
| Sabina Hafner Rahel Rebsamen                            | Zweierbob  | 50,86 s | 8      | 51,16 s | 10     | 51,07 s | 9      | 51,21 s | 9      | 3:24,30 min | 9      |
| Männer                                                  |            |         |        |         |        |         |        |         |        |             |        |
| Clemens Bracher Michael Kuonen                          | Zweierbob  | 49,73 s | 17     | 49,90 s | 19     | 49,64 s | 16     | 49,56 s | 10     | 3:18,83 min | 16     |
| Rico Peter Simon Friedli                                | Zweierbob  | 49,72 s | 16     | 49,53 s | 9      | 49,52 s | 10     | 49,49 s | 9      | 3:18,26 min | 11     |
| Clemens Bracher Martin Meier Alain Knuser Fabio Badraun | Viererbob  | 49,06 s | 9      | 49,54 s | 16     | 49,59 s | 16     | 49,72 s | 14     | 3:17,91 min | 14     |
| Rico Peter Simon Friedli Michael Kuonen Thomas Amrhein  | Viererbob  | 49,05 s | 8      | 49,16 s | 2      | 48,87 s | 2      | 49,51 s | 1      | 3:16,59 min | 4      |

Als Ersatzathlet war Alexander Baumann nominiert. Sandro Ferrari musste die Teilnahme aufgrund einer Darmerkrankung absagen. Für ihn wurde Alain Knuser nachnominiert. Eveline Rebsamen war ebenfalls an die Spiele gereist, kam aber zu keinem Einsatz.

### Curling
Die Curling-Mannschaften wurden am 7. Dezember 2017 von Swiss Olympic selektioniert.
| Wettbewerb       | Frauen | Männer | Mixed-Doubles |
| ---------------- | --- | --- | --- |
| Athleten         | Silvana Tirinzoni Manuela Siegrist Esther Neuenschwander Marlene Albrecht                                                                               | Peter de Cruz Benoît Schwarz Claudio Pätz Valentin Tanner                                                                        | Jenny Perret Martin Rios                                                                                                |
| Vorrunde         | China 2:7 Vereinigte Staaten 6:5 Südkorea 5:7 Schweden 7:8 Kanada 8:10 Olympische Athleten aus Russland 11:2 Grossbritannien 7:8 Dänemark 6:4 Japan 8:4 | Grossbritannien 5:6 Italien 4:7 Dänemark 9:7 Japan 6:5 Norwegen 7:5 Kanada 8:6 Schweden 10:3 Südkorea 7:8 Vereinigte Staaten 4:8 | China 7:5 Finnland 7:6 Vereinigte Staaten 9:4 Norwegen 5:6 Kanada 2:7 Südkorea 6:4 Olympische Athleten aus Russland 9:8 |
| Tie-Breaker      | ausgeschieden | Grossbritannien 9:5 | − |
| Halbfinal        | ausgeschieden | Schweden 3:9 | Olympische Athleten aus Russland 7:5                                                                                    |
| Spiel um Platz 3 | ausgeschieden | Kanada 7:5 | − |
| Final            | ausgeschieden | ausgeschieden | Kanada 3:10 |
| Platzierung      | 7. Platz | Bronze | Silber |

Als Ersatzathleten reiste Dominik Märki bei den Männern mit zu den Spielen, bei den Frauen war Jenny Perret als Ersatz vorgesehen.

### Eishockey
Sowohl die Männer- als auch die Frauennationalmannschaft konnten sich für das olympische Turnier qualifizieren. Die Männer qualifizierten sich aufgrund ihrer Position in der IIHF-Weltrangliste, während die Frauen sich einen der beiden Startplätze über die Qualifikationsturniere sicherten. Beide Aufgebote wurden am 22. Januar 2018 bekannt gegeben.
| Wettbewerb                 | Frauen | Männer |
| -------------------------- | --- | --- |
| Athleten                   | Janine Alder Tess Allemann Livia Altmann Laura Benz Sara Benz Andrea Brändli Nicole Bullo Sarah Forster Nicole Gass Christine Meier Alina Müller Evelina Raselli Lisa Rüedi Dominique Rüegg Florence Schelling Shannon Sigrist Phoebe Stänz Lara Stalder Isabel Waidacher Monika Waidacher Nina Waidacher Stefanie Wetli Sabrina Zollinger | Cody Almond Andres Ambühl Eric Blum Simon Bodenmann Enzo Corvi Raphael Diaz Félicien Du Bois Philippe Furrer Patrick Geering Leonardo Genoni Gaëtan Haas Fabrice Herzog Jonas Hiller Grégory Hofmann Denis Hollenstein Romain Loeffel Simon Moser Vincent Praplan Thomas Rüfenacht Reto Schäppi Tristan Scherwey Dominik Schlumpf Tobias Stephan Pius Suter Ramon Untersander |
| Vorrunde                   | Korea 8:0 (3:0, 3:0, 2:0) Japan 3:1 (0:0, 2:0, 1:1) Schweden 2:1 (0:0, 1:0, 1:1) | Kanada 1:5 (0:2, 0:2, 1:1) Südkorea 8:0 (1:0, 2:0, 5:0) Tschechien 1:4 (1:1, 0:0, 0:3) |
| Viertelfinal-Qualifikation | – | Deutschland 1:2 n. V. (0:1, 1:0, 0:0, 0:1) |
| Viertelfinal               | Olympische Athleten aus Russland 2:6 (0:1, 2:2, 0:3) | – |
| Platzierungsrunde          | Korea 2:0 (1:0, 1:0, 0:0) | – |
| Spiel um Platz 5           | Japan 1:0 (1:0, 0:0, 0:0) | – |
| Platzierung                | 5. Platz | 10. Platz |

### Eiskunstlauf
| Athleten        | Wettbewerbe | Kurzprogramm/-tanz | Kurzprogramm/-tanz | Kür/Kürtanz | Kür/Kürtanz | Gesamt | Gesamt |
| Athleten        | Wettbewerbe | Punkte             | Rang               | Punkte      | Rang        | Punkte | Rang   |
| --------------- | ----------- | ------------------ | ------------------ | ----------- | ----------- | ------ | ------ |
| Frauen          |             |                    |                    |             |             |        |        |
| Alexia Paganini | Einzel      | 55,26              | 19                 | 101,00      | 22          | 156,26 | 21     |

### Eisschnelllauf
| Athleten     | Wettbewerbe | Zeit        | Rang |
| ------------ | ----------- | ----------- | ---- |
| Männer       |             |             |      |
| Livio Wenger | 1500 m      | 1:47,76 min | 25   |
| Livio Wenger | 5000 m      | 6:24,16 min | 17   |

| Athleten     | Wettbewerbe | Halbfinal | Halbfinal | Final         | Final         | Rang |
| Athleten     | Wettbewerbe | Punkte    | Rang      | Punkte        | Rang          | Rang |
| ------------ | ----------- | --------- | --------- | ------------- | ------------- | ---- |
| Frauen       |             |           |           |               |               |      |
| Ramona Härdi | Massenstart | DNF       | DNF       | ausgeschieden | ausgeschieden | 24   |
| Männer       |             |           |           |               |               |      |
| Livio Wenger | Massenstart | 5         | 7         | 11            | 4             | 4    |

### Freestyle-Skiing
| Athleten          | Wettbewerbe | Qualifikation | Qualifikation | Final         | Final         | Rang   |
| Athleten          | Wettbewerbe | Punkte        | Rang          | Punkte        | Rang          | Rang   |
| ----------------- | ----------- | ------------- | ------------- | ------------- | ------------- | ------ |
| Frauen            |             |               |               |               |               |        |
| Deborah Scanzio   | Buckelpiste | 69,02         | 21            | ausgeschieden | ausgeschieden | 21     |
| Mathilde Gremaud  | Slopestyle  | 85,40         | 5             | 88,00         | 2             | Silber |
| Sarah Höfflin     | Slopestyle  | 83,00         | 7             | 91,20         | 3             | Gold   |
| Männer            |             |               |               |               |               |        |
| Dimitri Isler     | Aerials     | 123,98        | 9             | 97,79         | 12            | 12     |
| Mischa Gasser     | Aerials     | 121,72        | 12            | 99,12         | 11            | 11     |
| Nicolas Gygax     | Aerials     | 88,92         | 23            | ausgeschieden | ausgeschieden | 23     |
| Noé Roth          | Aerials     | 116,64        | 16            | ausgeschieden | ausgeschieden | 16     |
| Robin Briguet     | Halfpipe    | 29,40         | 25            | ausgeschieden | ausgeschieden | 25     |
| Joel Gisler       | Halfpipe    | 59,80         | 18            | ausgeschieden | ausgeschieden | 18     |
| Rafael Kreienbühl | Halfpipe    | 55,20         | 19            | ausgeschieden | ausgeschieden | 19     |
| Elias Ambühl      | Slopestyle  | 89,60         | 9             | 73,20         | 9             | 9      |
| Fabian Bösch      | Slopestyle  | 55,00         | 24            | ausgeschieden | ausgeschieden | 24     |
| Jonas Hunziker    | Slopestyle  | 85,80         | 12            | 66,20         | 10            | 10     |
| Andri Ragettli    | Slopestyle  | 95,00         | 2             | 85,80         | 7             | 7      |

| Athleten           | Wettbewerbe | Achtelfinal | Viertelfinal  | Halbfinal     | Final         | Rang   |
| Athleten           | Wettbewerbe | Rang        | Rang          | Rang          | Rang          | Rang   |
| ------------------ | ----------- | ----------- | ------------- | ------------- | ------------- | ------ |
| Frauen             |             |             |               |               |               |        |
| Priscillia Annen   | Skicross    | 3           | ausgeschieden | ausgeschieden | ausgeschieden | 23     |
| Talina Gantenbein  | Skicross    | 2           | 3             | ausgeschieden | ausgeschieden | 12     |
| Sanna Lüdi         | Skicross    | 2           | 2             | 3             | 3 Final B     | 7      |
| Fanny Smith        | Skicross    | 1           | 1             | 2             | 3 Final A     | Bronze |
| Männer             |             |             |               |               |               |        |
| Marc Bischofberger | Skicross    | 1           | 2             | 2             | 2 Final A     | Silber |
| Alex Fiva          | Skicross    | 1           | 3             | ausgeschieden | ausgeschieden | 9      |
| Jonas Lenherr      | Skicross    | 2           | 4             | ausgeschieden | ausgeschieden | 15     |
| Armin Niederer     | Skicross    | 1           | 1             | 3             | 1 Final B     | 5      |

Marco Tadé musste verletzungsbedingt auf eine Teilnahme verzichten.

### Nordische Kombination
| Athleten | Wettbewerbe   | Skispringen | Skispringen | Skispringen | Langlauf    | Langlauf | Total       | Total |
| Athleten | Wettbewerbe   | Distanz     | Punkte      | Rang        | Zeit        | Rang     | Zeit        | Rang  |
| -------- | ------------- | ----------- | ----------- | ----------- | ----------- | -------- | ----------- | ----- |
| Tim Hug  | Normalschanze | 97,0 m      | 90,9        | 26          | 24:59,4 min | 25       | 27:38,4 min | 27    |
| Tim Hug  | Grossschanze  | 117,5 m     | 104,6       | 27          | 24:23,5 min | 30       | 26:40,5 min | 24    |

### Rennrodeln
| Athleten       | Wettbewerbe | Lauf 1   | Lauf 1 | Lauf 2   | Lauf 2 | Lauf 3   | Lauf 3 | Lauf 4   | Lauf 4 | Total        | Total |
| Athleten       | Wettbewerbe | Zeit     | Rang   | Zeit     | Rang   | Zeit     | Rang   | Zeit     | Rang   | Zeit         | Rang  |
| -------------- | ----------- | -------- | ------ | -------- | ------ | -------- | ------ | -------- | ------ | ------------ | ----- |
| Frauen         |             |          |        |          |        |          |        |          |        |              |       |
| Martina Kocher | Einsitzer   | 46,837 s | 17     | 46,657 s | 15     | 46,638 s | 11     | 46,761 s | 10     | 3:06,893 min | 11    |

### Skeleton
| Athleten         | Wettbewerbe | Lauf 1  | Lauf 1 | Lauf 2  | Lauf 2 | Lauf 3  | Lauf 3 | Lauf 4  | Lauf 4 | Total       | Total |
| Athleten         | Wettbewerbe | Zeit    | Rang   | Zeit    | Rang   | Zeit    | Rang   | Zeit    | Rang   | Zeit        | Rang  |
| ---------------- | ----------- | ------- | ------ | ------- | ------ | ------- | ------ | ------- | ------ | ----------- | ----- |
| Frauen           |             |         |        |         |        |         |        |         |        |             |       |
| Marina Gilardoni | Frauen      | 52,34 s | 10     | 52,35 s | 12     | 52,28 s | 10     | 52,46 s | 13     | 3:29,43 min | 11    |

### Ski Alpin
| Athleten          | Wettbewerbe  | 1. Lauf     | 2. Lauf       | Gesamt        | Gesamt        |
| Athleten          | Wettbewerbe  | Zeit        | Zeit          | Zeit          | Rang          |
| ----------------- | ------------ | ----------- | ------------- | ------------- | ------------- |
| Frauen            |              |             |               |               |               |
| Lara Gut          | Abfahrt      | −           | −             | DNF           | DNF           |
| Lara Gut          | Super-G      | −           | −             | 1:21,23 min   | 4             |
| Lara Gut          | Riesenslalom | DNF         | ausgeschieden | ausgeschieden | ausgeschieden |
| Michelle Gisin    | Abfahrt      | −           | −             | 1:40,55 min   | 8             |
| Michelle Gisin    | Super-G      | −           | −             | 1:21,57 min   | 9             |
| Michelle Gisin    | Slalom       | 51,43 s     | 50,42 s       | 1:41,85 min   | 16            |
| Michelle Gisin    | Kombination  | 1:40,14 min | 40,76 s       | 2:20,90 min   | Gold          |
| Jasmine Flury     | Abfahrt      | −           | −             | DNF           | DNF           |
| Jasmine Flury     | Super-G      | −           | −             | 1:23,30 min   | 27            |
| Corinne Suter     | Abfahrt      | −           | −             | 1:40,29 min   | 6             |
| Corinne Suter     | Super-G      | −           | −             | 1:22,24 min   | 17            |
| Wendy Holdener    | Riesenslalom | 1:11,92 min | 1:09,35 min   | 2:21,27 min   | 9             |
| Wendy Holdener    | Slalom       | 48,89 s     | 49,79 s       | 1:38,68 min   | Silber        |
| Wendy Holdener    | Kombination  | 1:42,11 min | 40,23 s       | 2:22,34 min   | Bronze        |
| Simone Wild       | Riesenslalom | 1:13,52 min | 1:13,23 min   | 2:26,75 min   | 28            |
| Denise Feierabend | Slalom       | 51,93 s     | 49,80 s       | 1:41,73 min   | 14            |
| Denise Feierabend | Kombination  | 1:43,04 min | 40,90 s       | 2:23,94 min   | 9             |
| Männer            |              |             |               |               |               |
| Beat Feuz         | Abfahrt      | −           | −             | 1:40,43 min   | Bronze        |
| Beat Feuz         | Super-G      | −           | −             | 1:24,57 min   | Silber        |
| Mauro Caviezel    | Abfahrt      | −           | −             | 1:41,86 min   | 13            |
| Mauro Caviezel    | Super-G      | −           | −             | DNF           | DNF           |
| Mauro Caviezel    | Kombination  | 1:20,47 min | 49,13 s       | 2:09,60 min   | 12            |
| Gilles Roulin     | Abfahrt      | −           | −             | 1:43,88 min   | 33            |
| Gilles Roulin     | Super-G      | −           | −             | 1:26,20 min   | 21            |
| Marc Gisin        | Abfahrt      | −           | −             | 1:42,82 min   | 21            |
| Thomas Tumler     | Super-G      | −           | −             | 1:26,52 min   | 26            |
| Gino Caviezel     | Riesenslalom | 1:09,99 min | 1:11,26 min   | 2:21,25 min   | 15            |
| Loïc Meillard     | Riesenslalom | 1:09,77 min | 1:10,68 min   | 2:20,45 min   | 9             |
| Loïc Meillard     | Slalom       | 49,63 s     | 50,69 s       | 1:40,32 min   | 14            |
| Justin Murisier   | Riesenslalom | DNF         | ausgeschieden | ausgeschieden | ausgeschieden |
| Justin Murisier   | Kombination  | 1:21,58 min | DNF           | ausgeschieden | ausgeschieden |
| Luca Aerni        | Riesenslalom | 1:11,40 min | 1:10,22 min   | 2:21,62 min   | 19            |
| Luca Aerni        | Slalom       | DNF         | ausgeschieden | ausgeschieden | ausgeschieden |
| Luca Aerni        | Kombination  | 1:21,34 min | 48,18 s       | 2:09,52 min   | 11            |
| Daniel Yule       | Slalom       | 48,88 s     | 51,24 s       | 1:40,12 min   | 8             |
| Ramon Zenhäusern  | Slalom       | 48,66 s     | 50,67 s       | 1:39,33 min   | Silber        |
| Carlo Janka       | Kombination  | 1:20,58 min | 49,22 s       | 2:09,80 min   | 15            |

| Mixed                                                                    |                         |        |     |             |     |            |     |            |     |      |
| Wendy Holdener Denise Feierabend Daniel Yule Ramon Zenhäusern Luca Aerni | Riesenslalom Mannschaft | Ungarn | 4:0 | Deutschland | 2:2 | Frankreich | 3:1 | Österreich | 3:1 | Gold |

Mélanie Meillard musste ihre Teilnahme wegen eines Kreuzbandrisses kurzfristig absagen. Joana Hählen und Patrick Küng gehörten zwar zum Aufgebot, kamen aber zu keinem Einsatz.

### Skilanglauf
| Athleten                                                                         | Wettbewerbe       | Zeit        | Rang |
| -------------------------------------------------------------------------------- | ----------------- | ----------- | ---- |
| Frauen                                                                           |                   |             |      |
| Nathalie von Siebenthal                                                          | 10 km Freistil    | 25:50,3 min | 6    |
| Nathalie von Siebenthal                                                          | 15 km Skiathlon   | 41:02,5 min | 6    |
| Nathalie von Siebenthal                                                          | 30 km klassisch   | 1:31:27,9 h | 22   |
| Nadine Fähndrich                                                                 | 15 km Skiathlon   | 43:50,4 min | 27   |
| Lydia Hiernickel                                                                 | 10 km Freistil    | 28:33,4 min | 49   |
| Nathalie von Siebenthal Nadine Fähndrich Laurien van der Graaff Lydia Hiernickel | 4 × 5 km Staffel  | 53:15,8 min | 7    |
| Männer                                                                           |                   |             |      |
| Dario Cologna                                                                    | 15 km Freistil    | 33:43,9 min | Gold |
| Dario Cologna                                                                    | 30 km Skiathlon   | 1:16:45,1 h | 6    |
| Dario Cologna                                                                    | 50 km klassisch   | 2:12:43,2 h | 9    |
| Jonas Baumann                                                                    | 30 km Skiathlon   | 1:20:13,4 h | 39   |
| Toni Livers                                                                      | 15 km Freistil    | 36:14,5 min | 34   |
| Toni Livers                                                                      | 30 km Skiathlon   | 1:20:13,4 h | 40   |
| Candide Pralong                                                                  | 15 km Freistil    | 36:47,7 min | 50   |
| Candide Pralong                                                                  | 30 km Skiathlon   | 1:19:15,6 h | 31   |
| Candide Pralong                                                                  | 50 km klassisch   | 2:18:41,5 h | 31   |
| Ueli Schnider                                                                    | 50 km klassisch   | 2:23:17,3 h | 45   |
| Roman Furger                                                                     | 15 km Freistil    | 34:56,3 min | 12   |
| Jonas Baumann Dario Cologna Toni Livers Roman Furger                             | 4 × 10 km Staffel | 1:38:01,4 h | 11   |

| Athleten                                | Wettbewerbe | Qualifikation | Qualifikation | Viertelfinal  | Viertelfinal  | Halbfinal     | Halbfinal     | Final         | Final         | Rang |
| Athleten                                | Wettbewerbe | Zeit          | Rang          | Zeit          | Rang          | Zeit          | Rang          | Zeit          | Rang          | Rang |
| --------------------------------------- | ----------- | ------------- | ------------- | ------------- | ------------- | ------------- | ------------- | ------------- | ------------- | ---- |
| Frauen                                  |             |               |               |               |               |               |               |               |               |      |
| Nadine Fähndrich                        | Sprint      | 3:19,42 min   | 20            | 3:14,82 min   | 4             | ausgeschieden | ausgeschieden | ausgeschieden | ausgeschieden | 20   |
| Laurien van der Graaff                  | Sprint      | 3:19,42 min   | 21            | 3:12,15 min   | 2             | 3:15,65 min   | 5             | ausgeschieden | ausgeschieden | 10   |
| Nadine Fähndrich Laurien van der Graaff | Teamsprint  | −             | −             | −             | −             | 16:39,83 min  | 2             | 16:17,79 min  | 4             | 4    |
| Männer                                  |             |               |               |               |               |               |               |               |               |      |
| Jovian Hediger                          | Sprint      | 3:15,86 min   | 17            | 3:14,25 min   | 4             | ausgeschieden | ausgeschieden | ausgeschieden | ausgeschieden | 19   |
| Erwan Käser                             | Sprint      | 3:19,47 min   | 40            | ausgeschieden | ausgeschieden | ausgeschieden | ausgeschieden | ausgeschieden | ausgeschieden | 39   |
| Ueli Schnider                           | Sprint      | 3:22,48 min   | 51            | ausgeschieden | ausgeschieden | ausgeschieden | ausgeschieden | ausgeschieden | ausgeschieden | 50   |
| Dario Cologna Roman Furger              | Teamsprint  | −             | −             | −             | −             | 16:10,52 min  | 6             | ausgeschieden | ausgeschieden | 11   |

### Skispringen
| Athleten           | Wettbewerbe   | Qualifikation | Qualifikation | Qualifikation | 1. Durchgang | 1. Durchgang | 1. Durchgang | 2. Durchgang  | 2. Durchgang  | 2. Durchgang  | Gesamt | Gesamt |
| Athleten           | Wettbewerbe   | Weite         | Punkte        | Rang          | Weite        | Punkte       | Rang         | Weite         | Punkte        | Rang          | Punkte | Rang   |
| ------------------ | ------------- | ------------- | ------------- | ------------- | ------------ | ------------ | ------------ | ------------- | ------------- | ------------- | ------ | ------ |
| Männer             |               |               |               |               |              |              |              |               |               |               |        |        |
| Simon Ammann       | Normalschanze | 102,0 m       | 122,3         | 10            | 105,0 m      | 119,4        | 11           | 104,5 m       | 117,2         | 10            | 236,6  | 11     |
| Simon Ammann       | Grossschanze  | 140,0 m       | 122,6         | 10            | 133,5 m      | 131,6        | 10           | 130,5 m       | 125,0         | 13            | 256,6  | 13     |
| Gregor Deschwanden | Normalschanze | 89,5 m        | 92,3          | 43            | 99,5 m       | 100,1        | 28           | 47,0 m        | 85,2          | 29            | 185,3  | 29     |
| Gregor Deschwanden | Grossschanze  | 128,0 m       | 103,5         | 24            | 123,0 m      | 105,8        | 36           | ausgeschieden | ausgeschieden | ausgeschieden | 105,8  | 36     |

### Snowboard
| Athleten         | Wettbewerbe | Qualifikation | Qualifikation | Final         | Final         | Rang |
| Athleten         | Wettbewerbe | Punkte        | Rang          | Punkte        | Rang          | Rang |
| ---------------- | ----------- | ------------- | ------------- | ------------- | ------------- | ---- |
| Frauen           |             |               |               |               |               |      |
| Sina Candrian    | Big Air     | 86,00         | 8             | 140,25        | 5             | 5    |
| Sina Candrian    | Slopestyle  | abgesagt      | abgesagt      | 66,35         | 7             | 7    |
| Isabel Derungs   | Big Air     | 59,25         | 22            | ausgeschieden | ausgeschieden | 22   |
| Isabel Derungs   | Slopestyle  | abgesagt      | abgesagt      | 39,66         | 18            | 18   |
| Elena Könz       | Big Air     | 65,75         | 18            | ausgeschieden | ausgeschieden | 18   |
| Elena Könz       | Slopestyle  | abgesagt      | abgesagt      | 59,00         | 10            | 10   |
| Carla Somaini    | Big Air     | 70,75         | 15            | ausgeschieden | ausgeschieden | 15   |
| Carla Somaini    | Slopestyle  | abgesagt      | abgesagt      | 36,71         | 20            | 20   |
| Verena Rohrer    | Halfpipe    | 55,0          | 14            | ausgeschieden | ausgeschieden | 14   |
| Männer           |             |               |               |               |               |      |
| Jonas Boesiger   | Big Air     | 96,00         | 2             | 118,25        | 8             | 8    |
| Jonas Boesiger   | Slopestyle  | 58,26         | 9             | ausgeschieden | ausgeschieden | 21   |
| Nicolas Huber    | Big Air     | 76,75         | 13            | ausgeschieden | ausgeschieden | 25   |
| Nicolas Huber    | Slopestyle  | 36,90         | 16            | ausgeschieden | ausgeschieden | 30   |
| Michael Schärer  | Big Air     | 87,00         | 5             | 140,75        | 6             | 6    |
| Michael Schärer  | Slopestyle  | 37,61         | 14            | ausgeschieden | ausgeschieden | 29   |
| Moritz Thönen    | Big Air     | DNS           | DNS           | DNS           | DNS           | DNS  |
| Moritz Thönen    | Slopestyle  | 23,55         | 16            | ausgeschieden | ausgeschieden | 34   |
| Patrick Burgener | Halfpipe    | 82,00         | 9             | 89,75         | 5             | 5    |
| Elias Allenspach | Halfpipe    | 25,50         | 27            | ausgeschieden | ausgeschieden | 27   |
| Jan Scherrer     | Halfpipe    | 84,00         | 6             | 80,50         | 9             | 9    |

| Athleten        | Wettbewerbe           | Qualifikation | Qualifikation | Achtelfinal   | Achtelfinal   | Viertelfinal  | Viertelfinal  | Halbfinal     | Halbfinal            | Final/Platz 3 | Final/Platz 3 | Rang |
| Athleten        | Wettbewerbe           | Gegner        | Zeit          | Gegner        | Zeit          | Gegner        | Zeit          | Gegner        | Zeit                 | Gegner        | Zeit          | Rang |
| --------------- | --------------------- | ------------- | ------------- | ------------- | ------------- | ------------- | ------------- | ------------- | -------------------- | ------------- | ------------- | ---- |
| Frauen          |                       |               |               |               |               |               |               |               |                      |               |               |      |
| Patrizia Kummer | Parallel-Riesenslalom | 1:33,59 min   | 16            | Ledecká       | −0,71 s       | ausgeschieden | ausgeschieden | ausgeschieden | ausgeschieden        | ausgeschieden | ausgeschieden | 16   |
| Ladina Jenny    | Parallel-Riesenslalom | 1:33,19 min   | 12            | Hofmeister    | DNF           | ausgeschieden | ausgeschieden | ausgeschieden | ausgeschieden        | ausgeschieden | ausgeschieden | 13   |
| Stefanie Müller | Parallel-Riesenslalom | 1:35,59 min   | 23            | ausgeschieden | ausgeschieden | ausgeschieden | ausgeschieden | ausgeschieden | ausgeschieden        | ausgeschieden | ausgeschieden | 23   |
| Julie Zogg      | Parallel-Riesenslalom | 1:32,89 min   | 7             | Król          | −0,70 s       | Sawarsina     | +1,88 s       | ausgeschieden | ausgeschieden        | ausgeschieden | ausgeschieden | 6    |
| Männer          |                       |               |               |               |               |               |               |               |                      |               |               |      |
| Dario Caviezel  | Parallel-Riesenslalom | 1:26,39 min   | 22            | ausgeschieden | ausgeschieden | ausgeschieden | ausgeschieden | ausgeschieden | ausgeschieden        | ausgeschieden | ausgeschieden | 22   |
| Kaspar Flütsch  | Parallel-Riesenslalom | 1:26,26 min   | 21            | ausgeschieden | ausgeschieden | ausgeschieden | ausgeschieden | ausgeschieden | ausgeschieden        | ausgeschieden | ausgeschieden | 21   |
| Nevin Galmarini | Parallel-Riesenslalom | 1:24,78 min   | 1             | Mastnak       | −0,38 s       | Fischnaller   | −0,06 s       | Dufour        | Dufour nicht im Ziel | Lee           | −0,43 s       | Gold |

| Athleten         | Wettbewerbe    | Achtelfinal | Achtelfinal | Achtelfinal | Viertelfinal | Viertelfinal | Viertelfinal | Halbfinal     | Halbfinal     | Final         | Final         | Rang |
| Athleten         | Wettbewerbe    | Rang        | Rang        | Rang        | Rang         | Rang         | Rang         | Rang          | Rang          | Rang          | Rang          | Rang |
| ---------------- | -------------- | ----------- | ----------- | ----------- | ------------ | ------------ | ------------ | ------------- | ------------- | ------------- | ------------- | ---- |
| Frauen           |                |             |             |             |              |              |              |               |               |               |               |      |
| Lara Casanova    | Snowboardcross | −           | −           | −           | 5            | 5            | 5            | ausgeschieden | ausgeschieden | ausgeschieden | ausgeschieden | 15   |
| Alexandra Hasler | Snowboardcross | −           | −           | −           | 4            | 4            | 4            | ausgeschieden | ausgeschieden | ausgeschieden | ausgeschieden | 19   |
| Simona Meiler    | Snowboardcross | −           | −           | −           | 6            | 6            | 6            | ausgeschieden | ausgeschieden | ausgeschieden | ausgeschieden | 22   |
| Männer           |                |             |             |             |              |              |              |               |               |               |               |      |
| Kalle Koblet     | Snowboardcross | 3           | 3           | 3           | DNF          | DNF          | DNF          | ausgeschieden | ausgeschieden | ausgeschieden | ausgeschieden | 18   |
| Jérôme Lymann    | Snowboardcross | 1           | 1           | 1           | 4            | 4            | 4            | ausgeschieden | ausgeschieden | ausgeschieden | ausgeschieden | 16   |

Iouri Podladtchikov musste seine Teilnahme wegen einer Kopfverletzung kurzfristig absagen. Für ihn wurde Elias Allenspach nachnominiert. Auch David Hablützel musste seine Teilnahme aufgrund einer Verletzung absagen.